# مونوبنزون
مونوبنزون (به انگلیسی: MONOBENZONE)
رده درمانی: ضدلکهای هیپرپیگمانته.
اشکال دارویی: کرم موضعی

## موارد مصرف
مونوبنزون در درمان لکهای هیپرپیگمانته تجویز می‌شود. همچنین در ویتیلیگوی پیشرفته برای بی‌رنگ کردن کل پوست بکار می‌رود.

## مکانیسم اثر
مهار سنتز ملانین و تخریب ملانوسیتها. مونوبنزون با مهار اکسیداسیون آنزیمی تیروزین و تضعیف سایر روندهای متابولیکی ملانوسیت‌ها باعث مهار تشکیل ملانین و موجب بی‌رنگ شدن پوست می‌گردد.

## عوارض جانبی
سوزش و قرمزی پوست، دپیگمانتاسیون دائمی.